# Institut Obrer de Barcelona
Institut Obrer de Barcelona o Institut per a Obrers de Barcelona (1937 - 1939) fou una proposta educativa innovadora portada a terme pel Govern de la II República Espanyola en temps de guerra.

## Antecedents i finalitat
La República Espanyola, en el poc temps de què va disposar, va crear diversos instituts per fer front a l'escassedat de centres públics d'educació secundària. Per primera vegada, les noies, en un percentatge relatiu, però significatiu, s'incorporaven al batxillerat. També hi hagué preocupació per millorar la formació pedagògica del professorat. La falta de temps sobretot en època de pau i, encara més, durant la guerra va impedir que es fes una reforma en profunditat. Des de l'inici de la Guerra Civil s'iniciaren experiències i polítiques educatives innovadores. Començada la confrontació bèl·lica i en un clima de revolució, el govern republicà legislà sobre el batxillerat i el seu accés per part de la classe treballadora i ho va fer des d'una òptica possibilista, en un ambient social favorable a fomentar i ampliar la cultura popular. El 21 de novembre de 1936 es creà un batxillerat abreujat de dos anys de durada per a treballadors que tinguessin entre quinze i trenta-cinc anys. L'objectiu era afavorir l'accés a la cultura a tots els nois i noies en funció de les seves capacitats i no pas de les seves disponibilitats econòmiques.
Les motivacions que impulsen el projecte són recollides al preàmbul del decret de creació: «És preocupació del Govern de la República, d'acord amb les noves orientacions de l'ensenyament, recollir i canalitzar les millors intel·ligències del poble a fi que el seu accés als estudis superiors sigui, en la mesura del possible, independent de tota consideració d'ordre econòmic. Amb aquest propòsit, fidel als postulats de la cultura popular, el Govern vol fer un assaig encaminat al fet que puguin aconseguir ràpidament els beneficis de l'ensenyament superior les millors capacitats que, havent sobrepassat l'edat escolar per als estudis secundaris, ofereixin la garantia de la seva absoluta lleialtat als principis que el poble espanyol defensa amb les armes»
Els alumnes serien triats entre els que havien proposat les organitzacions sindicals i juvenils que actuaven contra el feixisme, alumnes que s'havien de sotmetre a una prova eliminatòria d'aptitud i de cultura general. Els aspirants de positiu talent, però amb formació insuficient, s'havien de sotmetre a un curs especial per tal que adquirissin el nivell recomanable.

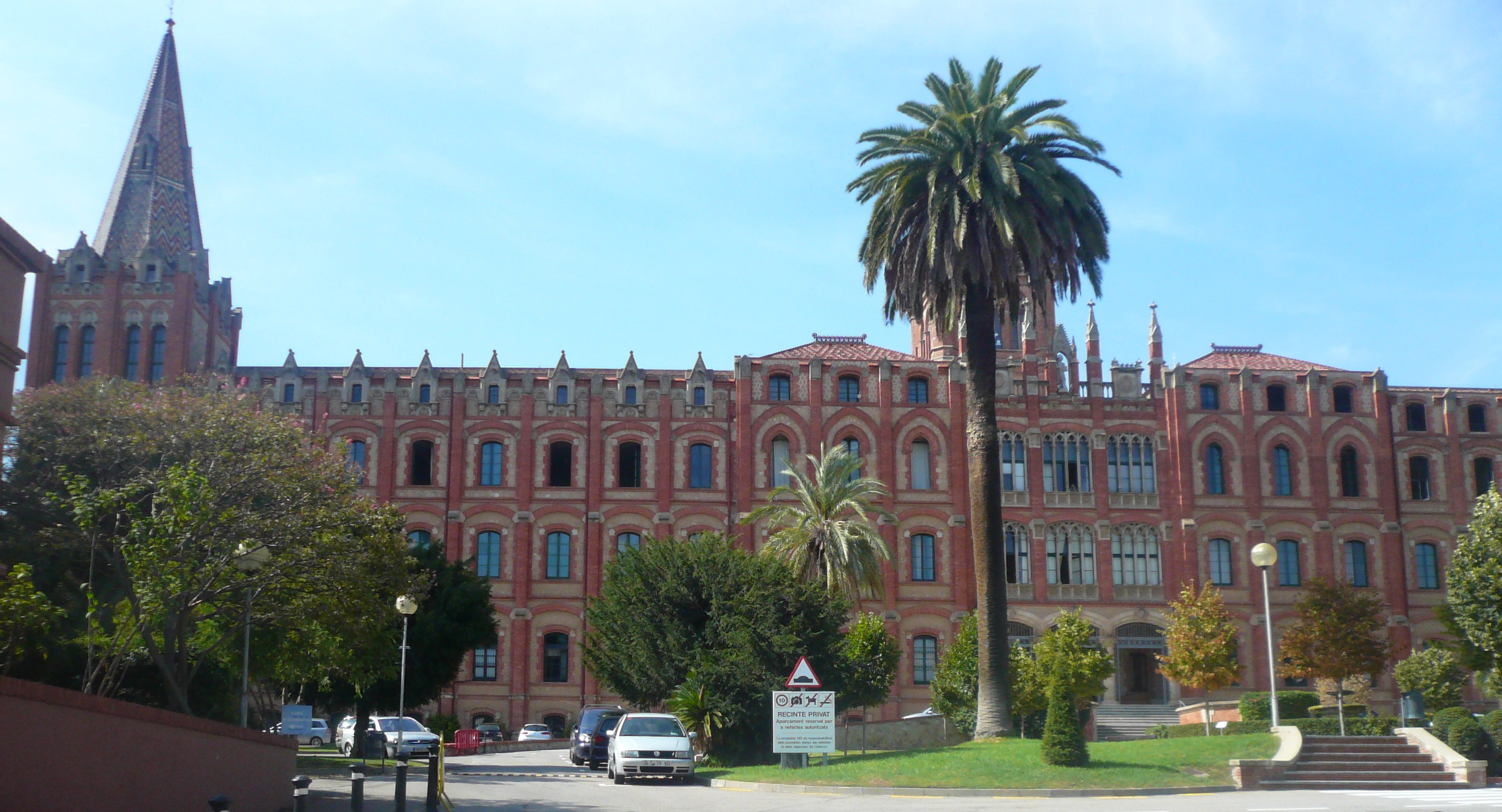
Edifici del Col·legi de Sant Ignasi dels jesuïtes a Sarrià on, durant la Guerra Civil, fou instal·lat l'Institut Obrer de Barcelona.

L’Institut Obrer de Barcelona estava situat a l’actual edifici del Col·legi Sant Ignasi dels jesuïtes, al barri de Sarrià.

## L'alumnat
Uns dels trets més innovadors i significatius d'aquesta experiència era, precisament, la procedència de l'alumnat. Havien de ser obrers, la qual cosa s'havia de demostrar a través de la pertinença a un sindicat, i amb aquesta credencial, sol·licitar l'ingrés i aprovar un examen d'aptitud.
Els Instituts Obrers eren en règim d'internat i de coeducació. Els alumnes convivien amb els professors en un règim familiar. Els estudiants rebien el salari que haurien aportat a les seves familiars si estiguessin treballant.

## Professorat i metodologia
Fou un centre dependent del Ministeri d'Instrucció Pública. Els professors els nomenava directament el Ministeri i es preveia la representació dels estudiants en la gestió de l'Institut. En finalitzar els estudis s'obtenia el corresponent títol de batxiller. La matrícula i el material d'ensenyament necessari serien gratuïts, com també les despeses de manutenció.
El professorat el conformaren, entre d'altres, Mariano de la Cámara (Geografia i història) Tabuenca (Francès) Medina (Francès), Romualdo Sancho Granados (Matemàtiques), Piqueras (Dibuix), Julio López Rendueles (Ciències naturals), Enrique Rioja Lo-Bianco (Ciències naturals), Alfredo Milego Díaz (Llengua i Literatura) i Enric Granados i Gal (Educació física). La direcció del centre fou ocupada per Enrique Rioja, succeït poc temps després Julio López Rendueles.
La metodologia del centre s'orientava vers la renovació pedagògica. De fet, alguns dels professors havien participat anteriorment en experiències d'innovació didàctica a l'ensenyament secundari.